# Adelaida United FC
Adelaida United és un club de futbol d'Austràlia, situat a la ciutat d'Adelaida, a l'estat d'Austràlia Meridional. Va ser fundat el 2003 i juga a l'A-League. És un dels tres equips procedents de la National Soccer League que continua en actiu.

## Història
L'Adelaida United es va fundar el 2003 després que l'equip tradicional de la ciutat, l'Adelaida City, es retirés de la National Soccer League. En resposta, es va crear una nova franquícia com a substituta, que va acabar aquest any en tercera posició i com a semifinalista en la fase final. Més tard, quan la NSL desapareix, l'Adelaida United és triat com un dels equips procedents del campionat anterior que comptaria amb plaça en la nova lliga nacional.
L'objectiu del club era atraure el major nombre de jugadors professionals del sud del país, amb John Kosmina com a tècnic i Shengqing Qu com a jugador franquícia, a més de contractar a Romário a mitjan temporada. La temporada de debut aconsegueixen acabar com a campions de la lliga regular, però acaben caient en la semifinal de la fase final. A l'any següent el club arribaria a la final del campionat, per acabar caient davant del Newcastle United Jets FC.
Durant la temporada 2007-08 arriba un nou tècnic, Aurelio Vidmar; l'Adelaida es reforça amb Paul Agostino com a nou jugador franquícia, i contracta a Cassio, exjugador del Flamengo. Aquest any l'equip no passa de la sisena plaça, i per això no aconsegueix la seva classificació per al play-off per primera vegada en la seva història. Per això es reforça amb el fitxatge de diversos jugadors d'altres clubs australians i estrangers, a més de traspassar a estrelles d'altres temporades com Bruce Djite o Nathan Burns. L'aposta li surt bé al United, que acaba subcampió de lliga regular i arriba a la final del campionat. En ella, cau davant del Melbourne Victory FC. No obstant això, en la següent temporada finalitza com a cuer.

## Uniforme
- Uniforme titular: Samarreta vermella amb detalls grocs, pantalons vermells, mitjons vermells.
- Uniforme alternatiu: Samarreta blanca amb detalls vermells, pantalons blancs, mitjons blancs.

## Estadi
L'Adelaida United disputa els seus partits com a local a l'Hindmarsh Stadium, un estadi situat a la ciutat d'Adelaida. El camp té capacitat per a 17.000 persones (15.000 asseguts) i està habilitat especialment per a la pràctica del futbol.